# Microclysia reticulata
Microclysia reticulata är en fjärilsart som beskrevs av Butler 1882. Microclysia reticulata ingår i släktet Microclysia och familjen mätare. Inga underarter finns listade i Catalogue of Life.